# Bičura
Bičura (in russo Бичура?, in buriato Бэшүүр) è un villaggio della Russia asiatica, in Siberia Orientale. È situato nella Repubblica autonoma della Burazia e appartiene al rajon Bičurskij del quale è il centro amministrativo. È stato fondato nel 1723.
Si trova lungo le rive dell'omonimo fiume, non lontano dalla confluenza nel Chilok.